# インスタント沼
『インスタント沼』（インスタントぬま）は、2009年5月23日公開の日本映画。
骨董店の「電球商会」を舞台にしたヘンテコな人、ヘンテコな事件を繰り広げるヒューマン・コメディー。また、この映画のタイトルになっている「インスタント沼」は、『北半球で一番くだらない番組』（フジテレビ）の中にある「日光テレフォンショッピング」で「チリトマト沼」とともに取り上げられたことがある（当番組で、監督の三木聡が構成を担当していた。勿論インスタント沼は三木のネタである）。なお主演の麻生久美子とふせえり、岩松了、江口のりこは『時効警察』『帰ってきた時効警察』（テレビ朝日）で共演しているほか、クライマックスを同番組の一場面から引用している。

## あらすじ
非科学的なことは一切信じない雑誌編集者の沈丁花ハナメは、担当する雑誌が廃刊になり会社を辞め、母親の翠は何を考えたかカッパを探して池に落ち昏睡状態になるなど、泥沼の渦中にあった。翠が落ちた池からは旧型の郵便ポストが発見され、その中から出て来た、母が嘗て投函した古い一通の手紙を読んだハナメは自分の出生の秘密を知ってしまう。
ハナメは、行方知れずだという自分の実の父かもしれない男・沈丁花ノブロウの居場所を探し、訪ねて行くことにする。ノブロウは怪しげな骨董店「電球商会」を営んでおり、店に出入りするパンク青年・ガスからは「電球」と呼ばれていた。ノブロウのいい加減で身勝手な性格に呆れ果てたハナメだったが、彼らと触れ合っていくうちに骨董に興味を持ち始め、自分のアパートを改装し、自ら骨董屋を開業する。なかなか商売が上手く行かずテンションの上がらないハナメに、電球は「物事に行き詰まったら水道の蛇口をひねれ」という教えを伝授する。
最初は、ノブロウの店にある洗面台のシンクに栓をして蛇口から水を出し、溢れる前に近くの自動販売機で飲み物を買ってくることに挑戦し、成功する。次は、同じく店にある洋式風呂桶で同じことをする間に近くの中国料理屋で2人で食事をして戻って来ることに挑戦し、成功する。
ハナメの骨董店は順調に儲かり始め、ハナメの手元には現金百万円が残る。
或る日、ノブロウが古い大きい鍵を取り出して、これは沈丁花家代々の蔵の鍵で、その中には宝物が入っている筈だと言う。ハナメは衝動的にその鍵を百万円で購入してしまう。
ハナメはガスに付き合って貰って蔵を探しに行き、田園地帯の中に古ぼけた蔵を発見する。鍵も錠前に適合し、蔵の扉が開くが、蔵の中身は大量の砂だけであった。
納得がいかないハナメは、ガスが調達してきたダンプカーに砂を積み込み、翠の家の近くの空き地に投棄する。翠の家の水道からホースを何本も繋ぎ、投棄した砂に水をかけ、即席の沼を作り出す。
沼が一応の完成を見た直後、沼の中から巨大な竜が出現して空の彼方に消えていく。ハナメはその姿を携帯電話のカメラに収める。
ほどなくして、翠は昏睡から覚醒し、普通の生活に戻る。ハナメはガスの会社で一緒に働くことにする。

## 出演者
- 沈丁花ハナメ（主人公）：麻生久美子
- 沈丁花ノブロウ（電球）：風間杜夫
- ガス（苗字：賀須）：加瀬亮
- 飯山和歌子：相田翔子
- 西大立目部長（出版社部長）：笹野高史
- 市ノ瀬千（フリーライター）：ふせえり
- 立花まどか（編集部員）：白石美帆
- 雨夜風太：松岡俊介
- ハナメのアパートの前を通るサラリーマン：温水洋一
- 刑事・椹木：宮藤官九郎
- 刑事・隈部：渡辺哲
- リサイクル業者・東：村松利史
- リサイクル業者・川端：松重豊
- リサイクル業者・大谷：森下能幸
- 白い骨董屋・店主：粟根まこと
- オムライス屋のおばちゃん：新屋英子
- 感じの悪い看護師：五月女ケイ子
- モデル・クララ：玄覺悠子
- 鑑識課・中島：少路勇介
- カメラマン・氏家：堀部圭亮
- スタイリスト・蒲田：江口のりこ
- 甲賀（編集部員）：芹那
- 消防団・日村：森田ガンツ
- 幸運を呼ぶ客：はな
- 住職：海原はるか
- 巻物の神主：伊吹吾郎
- 釘を買う客：石井聰亙
- 泰安貿易・亀坂社長：岩松了
- 旅館のおばさん：佐々木すみ江
- 沈丁花翠（みどり、ハナメの母親）：松坂慶子
- 少女の頃のハナメ：新原里彩

## 制作
- 監督・脚本：三木聡
- 撮影：木村信也
- 美術：磯見俊裕
- 照明：金子康博
- 音楽：坂口修
- 録音：小宮元
- 編集：高橋信之
- 音響効果：渋谷圭介
- VFXアドバイザー：松木靖明
- コスチュームデザイン：勝俣淳子
- ハナメ・コスチュームデザイン：山瀬公子
- アクションコーディネーター：カラサワイサオ
- 助監督：中里洋一
- 制作担当：市川幸嗣
- ヘアメイク：在間亜希子
- 制作・配給・宣伝：角川映画、アンプラグド
- 主題歌：YUKI「ミス・イエスタデイ」

## ロケ地
- 横浜市黄金町
- 東京都調布市
- 茨城県稲敷郡
- 神奈川県三浦市
- 神奈川県横須賀市
- 栃木県真岡市
- 関東近郊